# Партош, Эдён
Эдён (Эден) Па́ртош (венг. Ödön Pártos; 1 октября 1907, Будапешт — 6 июля 1977, Тель-Авив) — венгерский и израильский композитор-классик, альтист и музыкальный педагог. Директор тель-авивской Академии музыки, профессор Тель-Авивского университета, лауреат Премии Израиля (1954).

## Биография
Эдён Партош родился в Будапеште в 1907 году. В 1924 году окончил Будапештскую музыкальную академию (класс скрипки — Енё Хубаи, класс композиции — Золтан Кодай).
С 1924 по 1926 год Партош был концертмейстером симфонического оркестра в Люцерне, в 1926—1927 годах в Будапеште, а с 1927 года — в Берлине (Еврейский культурный центр), где он проживал до 1933 года. С 1927 года Партош также был гастролирующим солистом. После установления в Германии нацистского режима он вернулся в Будапешт, где работал до 1937 года, с перерывом в 1934—1935 годах, когда по приглашению из Советского Союза преподавал в Азербайджанской государственной консерватории (Баку), одновременно изучая музыку народов Закавказья.
После сольных европейских гастролей 1937 года Партош был в 1938 году приглашён Брониславом Губерманом в состав Палестинского (впоследствии Израильского) филармонического оркестра. В Израильском филармоническом оркестре Партош провёл почти 20 лет — до 1956 года — в качестве солиста и концертмейстера группы альтов. С 1939 по 1954 год Партош также был членом Иерусалимского струнного квартета и давал гастроли как солист.
С 1932 года Партош, наряду с исполнением, сочинял собственную музыку. Его дебютным произведением стало струнное концертино. Его творческая манера, вначале близкая к венгерскому неофольклоризму Бартока и Кодая, в дальнейшем изменилась под влиянием изучения закавказского, еврейского и ближневосточного музыкального фольклора. Партош стал одним из родоначальников израильской композиторской школы, а за симфоническую фантазию «Эйн-Гев» был удостоен Премии Израиля 1954 года.
Помимо сочинения музыки и концертной деятельности в Израиле и за его пределами, Партош занимался также преподаванием. В 1951 году он стал директором Музыкальной академии имени Рубина в Тель-Авиве — пост, который он занимал до самой смерти. В 1961 году он получил звание профессора Тель-Авивского университета.

## Творчество
Среди наиболее известных произведений Партоша:
- Скрипичный концерт (1958), написанный для Иегуди Менухина
- «Арабеска» для гобоя и камерного оркестра, написанная для Хайнца Холлигера
- Концертная симфония (1962)
- Четыре альтовых концерта

В 1950-е годы Партош предпринимал попытки освоить арабскую ладовую систему макам, что проявляется, в частности, в «Восточной балладе» для альта, фортепиано и камерного оркестра (1955) и в пьесе «Макамат» для флейты и струнного оркестра (1958), где эта система объединена с додекафоническим строем. В 60-е годы додекафония стала господствующей в его стиле (например, в пьесе 1960 года «Псалмы» для струнного ансамбля), а с середины 60-х годов он пережил увлечение сериализмом, нашедшее отражение в квинтете 1966 года «Туманности». В 70-е годы в творчестве Партоша нашли применение микрохроматика (системы с интервалами менее полутона), кластерные аккорды и алеаторика (случайный компонент в композиции). Партош продолжал писать музыку до середины 70-х годов; одним из последних его произведений стала пьеса для альта 1975 года «Кина».